# Ричардсон, Кирон
Кирон Марк Ричардсон (англ. Kieron Mark Richardson) — английский актёр. Наиболее известен по Сти Хэя в мыльной опере «Холлиокс».

## Карьера
После короткого появление в конце сериала «Холлиокс: В городе», Ричардсону была предложена постоянная роль Сти Хэя в сериале «Холлиокс», где он снимался на протяжении девятнадцати сезонов.
Ричардсон также снимался в таких сериалах как Heartbeat и It’s Adam and Shelley, а в 2006 году участвовал в пантомиме «Золушка» в роли прекрасного принца.
В 2010 году, Кирон Ричардсон принял участие в телевизионном шоу «Танцы на льду» (российский аналог — «Ледниковый период»), где со своей партнёршей, профессиональной фигуристкой Брайан Делкур, занял третье место.
В 2011 году, Ричардсон и его коллега по сериалу «Холлиокс» Брона Во запустили своё шоу на ЛГБТ-радио Gaydio.

## Личная жизнь
15 сентября 2010 года Ричардсон принял участие в британской программе «Это утро», где совершил каминг-аут как гей. По его словам, он был вдохновлён каминг-аутом британского певца Джозефа Макэлдерри.
В апреле 2015 года Ричардсон женился на своём партнёре Карле Хайланде. В декабре 2016 они объявили, что ожидают рождения близнецов от суррогатной матери. 22 мая 2017 года у них родились сын Чейз и дочь Фиби.

## Фильмография
| Год       |   | Русское название   | Оригинальное название  | Роль         |
| --------- | - | ------------------ | ---------------------- | ------------ |
| 2006      | с | Холлиокс: В городе | Hollyoaks: In the City | Сти Хэй      |
| 2006—2017 | с | Холлиокс           | Hollyoaks: In the City | Сти Хэй      |
| 2006      | с | Сердцебиение       | Heartbeat              | Рики Смит    |
| 2007      | с | Это Адам и Шелли   | It's Adam and Shelley  | нет в титрах |
| 2011      | ф | Фрагменты          | Fragments              | Джей-Джей    |